# Iryanthera megistocarpa
Iryanthera megistocarpa är en tvåhjärtbladig växtart som beskrevs av Alwyn Howard Gentry. Iryanthera megistocarpa ingår i släktet Iryanthera och familjen Myristicaceae. Inga underarter finns listade i Catalogue of Life.